# كينيث آي. غروس
كينيث آي. غروس (بالإنجليزية: Kenneth I. Gross)‏ هو رياضياتي أمريكي، ولد في 14 أكتوبر 1938 في مالدن في الولايات المتحدة، وتوفي في 10 سبتمبر 2017 في كولشستر في الولايات المتحدة.

## وصلات خارجية
- الموقع الرسمي